# غلوبيولين مضاد للخلايا التيموسية
الغلوبيولين المضاد للخلايا الثيموسية (بالإنجليزية: Anti-thymocyte globulin)‏ دواء يستخدم لمنع وعلاج الرفض الحاد بعد عملية زرع الأعضاء ويُباع بالاسمين التجارين أتغام (بالإنجليزية: Atgam)‏ والثيموغلوبولين (بالإنجليزية: Thymoglobulin)‏ وأسماء أخرى.   قد تشمل الاستخدامات الأخرى متلازمة خلل التنسج النقوي وفقر الدم اللاتنسجي.  و يعطى عن طريق الحقن في الوريد. 
تشمل الآثار الجانبية الشائعة لهذا الدواء على؛الحمى، و انخفاض خلايا الدم البيضاء ، و انخفاض الصفائح الدموية، و الصداع، و الغثيان، ومرض المصل، و الطفح الجلدي.  قد تشمل الآثار الجانبية الأخرى علىالحساسية المفرطة و العدوى.  أما السلامة أثناء فترة الحمل غير واضحة.  وهو عبارة عن أجسام مضادة متعددة النسائل ضد الخلايا الصعترية، مشتقة من الخيول أو الأرانب.   و يعتقد أنها تعمل عن طريق تغيير نشاط الخلايا التائية.  
تمت الموافقة على الجلوبيولين المضاد للخلايا الثيموسية للاستخدام الطبي في الولايات المتحدة في عام 1981 لنسخة الحصان و1998 لنسخة الأرنب.   في المملكة المتحدة، تكلف قارورة 25 ملغ من نسخة الأرنب هيئة الخدمات الصحية الوطنية حوالي 160 جنيهًا إسترلينيًا اعتبارًا من عام 2021.  هذا المقدار في الولايات المتحدة يكلف حوالي 800 دولار أمريكي. 